# Pointe Faula
Pointe Faula är en udde i Martinique.  Den ligger i den sydöstra delen av Martinique, 27 km öster om huvudstaden Fort-de-France. Vid Pointe Faula ligger en 400 meter lång badstrand.